# Diever
Diever est un village situé dans la commune néerlandaise de Westerveld, dans la province de Drenthe. Le 1er janvier 2008, le village comptait 2 180 habitants.
Diever était une commune indépendante jusqu'au 1er janvier 1998. À cette date, la commune fusionna avec celles de Dwingeloo, Havelte et Vledder pour former la nouvelle commune de Westerveld.